# Agnese di Savoia (contessa di Longueville)
Agnese di Savoia (1445 – 1509) è stata una principessa di Savoia.

## Biografia

### Infanzia
Era l'undicesima tra i figli di Ludovico di Savoia e di Anna di Cipro.

### Matrimonio
Il 2 luglio 1466 sposò Francesco d'Orléans-Longueville, conte di Dunois, conte di Longueville, conte di Tancarville, barone di Varenguebec, visconte di Melun, signore di Parthenay, Beaugency, Château-Renault e Pari di Francia. 

### Morte
Morì nel 1509.

## Discendenza
Dal matrimonio tra Agnese e Francesco d'Orléans-Longueville nacquero:
- Francesco, conte di Dunois e Longueville, primo duca di Longueville, senza discendenza.
- Luigi, conte di Montgommery, principe di Châlet-Aillon, viscomte d'Abberville, poi duca di Longueville, successore del fratello.
- Jean d'Orléans-Longueville, arcivescovo di Tolosa e cardinale.

## Ascendenza
|                       |                    |                                 | Genitori                         |  |  | Nonni |  |  | Bisnonni             |  |  | Trisnonni           |  |
|                       |                    |                                 |                                  |  |  |       |  |  | Amedeo VII di Savoia |  |  | Amedeo VI di Savoia |  |
|                       |                    |                                 |                                  |  |  |       |  |  | Amedeo VII di Savoia |  |  | Amedeo VI di Savoia |  |
|                       |                    | Bona di Borbone                 |                                  |  |  |       |  |  | Amedeo VII di Savoia |  |  |                     |  |
| Amedeo VIII di Savoia |                    |                                 |                                  |  |  |       |  |  | Amedeo VII di Savoia |  |  |                     |  |
|                       |                    | Bona di Berry                   | Giovanni I di Berry              |  |  |       |  |  |                      |  |  |                     |  |
|                       |                    | Bona di Berry                   | Giovanni I di Berry              |  |  |       |  |  |                      |  |  |                     |  |
|                       |                    | Bona di Berry                   | Giovanna d'Armagnac              |  |  |       |  |  |                      |  |  |                     |  |
| Ludovico di Savoia    |                    | Bona di Berry                   |                                  |  |  |       |  |  |                      |  |  |                     |  |
|                       |                    | Filippo II di Borgogna          | Giovanni II di Francia           |  |  |       |  |  |                      |  |  |                     |  |
|                       |                    | Filippo II di Borgogna          | Giovanni II di Francia           |  |  |       |  |  |                      |  |  |                     |  |
|                       |                    | Filippo II di Borgogna          | Bona di Lussemburgo              |  |  |       |  |  |                      |  |  |                     |  |
| Maria di Borgogna     |                    | Filippo II di Borgogna          |                                  |  |  |       |  |  |                      |  |  |                     |  |
|                       |                    | Margherita III delle Fiandre    | Luigi II di Fiandra              |  |  |       |  |  |                      |  |  |                     |  |
|                       |                    | Margherita III delle Fiandre    | Luigi II di Fiandra              |  |  |       |  |  |                      |  |  |                     |  |
|                       |                    | Margherita III delle Fiandre    | Margherita di Brabante           |  |  |       |  |  |                      |  |  |                     |  |
| Agnese di Savoia      |                    | Margherita III delle Fiandre    |                                  |  |  |       |  |  |                      |  |  |                     |  |
|                       | Giacomo I di Cipro | Ugo IV di Cipro                 |                                  |  |  |       |  |  |                      |  |  |                     |  |
|                       | Giacomo I di Cipro | Ugo IV di Cipro                 |                                  |  |  |       |  |  |                      |  |  |                     |  |
|                       | Giacomo I di Cipro | Alice d'Ibelin                  |                                  |  |  |       |  |  |                      |  |  |                     |  |
| Giano di Lusignano    | Giacomo I di Cipro |                                 |                                  |  |  |       |  |  |                      |  |  |                     |  |
|                       |                    | Helvis di Brunswick-Grubenhagen | Filippo di Brunswick-Grubenhagen |  |  |       |  |  |                      |  |  |                     |  |
|                       |                    | Helvis di Brunswick-Grubenhagen | Filippo di Brunswick-Grubenhagen |  |  |       |  |  |                      |  |  |                     |  |
|                       |                    | Helvis di Brunswick-Grubenhagen | Helvis di Dampierre              |  |  |       |  |  |                      |  |  |                     |  |
| Anna di Lusignano     |                    | Helvis di Brunswick-Grubenhagen |                                  |  |  |       |  |  |                      |  |  |                     |  |
|                       |                    | Giovanni I di Borbone-La Marche | Giacomo I di Borbone-La Marche   |  |  |       |  |  |                      |  |  |                     |  |
|                       |                    | Giovanni I di Borbone-La Marche | Giacomo I di Borbone-La Marche   |  |  |       |  |  |                      |  |  |                     |  |
|                       |                    | Giovanni I di Borbone-La Marche | Giovanna di Châtillon-Saint Paul |  |  |       |  |  |                      |  |  |                     |  |
| Carlotta di Borbone   |                    | Giovanni I di Borbone-La Marche |                                  |  |  |       |  |  |                      |  |  |                     |  |
|                       |                    | Caterina di Vendôme             | Giovanni VI di Vendôme           |  |  |       |  |  |                      |  |  |                     |  |
|                       |                    | Caterina di Vendôme             | Giovanni VI di Vendôme           |  |  |       |  |  |                      |  |  |                     |  |
|                       |                    | Caterina di Vendôme             | Giovanna di Ponthieu             |  |  |       |  |  |                      |  |  |                     |  |
|                       |                    | Caterina di Vendôme             |                                  |  |  |       |  |  |                      |  |  |                     |  |